# Cremnocereus albipilosus
Cremnocereus albipilosus es una especie de planta suculenta perteneciente a la familia Cactaceae y único miembro del género monotípico Cremnocereus. Es endémica de Bolivia y se diferencia de todos los otros cactus conocidos en el país  por su combinación de tallos lanudos con muchas costillas y flores quiropterófilas, es decir, que son polinizadas por murciélagos.

## Descripción
Cremnocereus albipilosus es una especie de cactus que crece de forma arbustiva, ramificándose cerca de la base. Los tallos son cilíndricos, decumbentes o erectos, y miden de 2 a 3 m de altura, con diámetros de 5 a 7 cm. 
Presentan de 20 a 25 costillas sobre las cuales se asienta areolas de 4 mm de diámetro, separadas unas de otras de 7 a 8 mm. Éstas están cubiertas de fieltro blanco con numerosos pelos blancos largos de 1 a 8 cm de longitud, los cuales ocultan la epidermis de la planta. Tienen de 1 a 7 espinas aciculares, de 1,5 a 2 cm de largo y de color amarillo con las puntas más oscuras.  
Las flores nacen cerca del ápice del tallo, son tubulares y erectas. Miden hasta 3,5 cm de largo y 2,3 cm de diámetro. El hipanto está cubierto de escamas triangulares de color verde pálido, con pelos axilares blancos, largos y rizados. El perianto es corto, con tépalos externos de color carne y los internos blancos. Presentan una cámara nectarífera con abundante néctar, de 9 mm de largo y 6 mm de ancho. Tienen numerosos estambres, con los filamentos blancos y el polen amarillo pálido. Son nocturnas y quiropterófilas, es decir son polinizadas por murciélagos. 
El fruto es globoso, mide más de 4 cm de diámetro y tiene restos florales persistentes. En su interior contiene semillas pequeñas, brillantes y de color negro. Tienen pliegues cuticulares estriados, miden 1,1 mm de largo y 0,6 mm de ancho.

## Distribución y hábitat
El área de distribución nativa de esta especie es Bolivia y crece principalmente en el bioma tropical estacionalmente seco. Habita en acantilados escarpados sobre el Río Grande (departamento boliviano de Chuquisaca), a 1800 metros de altitud.

## Taxonomía
Cremnocereus albipilosus fue descrita por los botánicos Martin Lowry y Mats Winberg, y publicada por primera vez en la revista científica Bradleya 35: 254 en el año 2017.
Etimología
- Cremnocereus: nombre genérico que deriva del griego antiguo krēmnos (que significa "acantilado") y cereus, (que significa "velas" o "cirios"), haciendo referencia a que son cactus columnares que crecen en los acantilados.
- albipilosus: epíteto específico que deriva de las palabras latinas albus (que significa "blanco") y pilosus (que significa "velloso"), haciendo referencia a los numerosos pelos blancos y largos presentes en las areolas de los tallos.[3]

## Usos
Se cultiva muy raramente como planta ornamental y su propagación se realiza normalmente a través de esquejes o semillas.